# San José del Carmen Sur
San José del Carmen Sur är en ort i Mexiko.   Den ligger i kommunen Ocampo och delstaten Guanajuato, i den centrala delen av landet, 300 km nordväst om huvudstaden Mexico City. San José del Carmen Sur ligger 2 323 meter över havet och antalet invånare är 155.
Terrängen runt San José del Carmen Sur är kuperad norrut, men söderut är den platt. Runt San José del Carmen Sur är det ganska glesbefolkat, med 29 invånare per kvadratkilometer. Närmaste större samhälle är San José del Torreón, 8,6 km norr om San José del Carmen Sur. Trakten runt San José del Carmen Sur består i huvudsak av gräsmarker.